# لوون آلتونیان
لوون آلتونیان (Լևոն Ալթունյան؛ زادهٔ ۲۶ اکتبر ۱۹۵۸) یک پزشک، و سیاستمدار اهل ارمنستان است که از تاریخ ۲۷ سپتامبر ۲۰۱۶ تا تاریخ ۱۱ مه ۲۰۱۸ در دولت کارن کاراپتیان سمت وزیر بهداشت ارمنستان را بر عهده داشت.

## زندگی‌نامه
در ۲۶ اکتبر ۱۹۵۸ در ایروان به دنیا آمد و از دانشگاه پزشکی دولتی ایروان فارغ‌التحصیل شد. 